# Die HengstmannBrüder

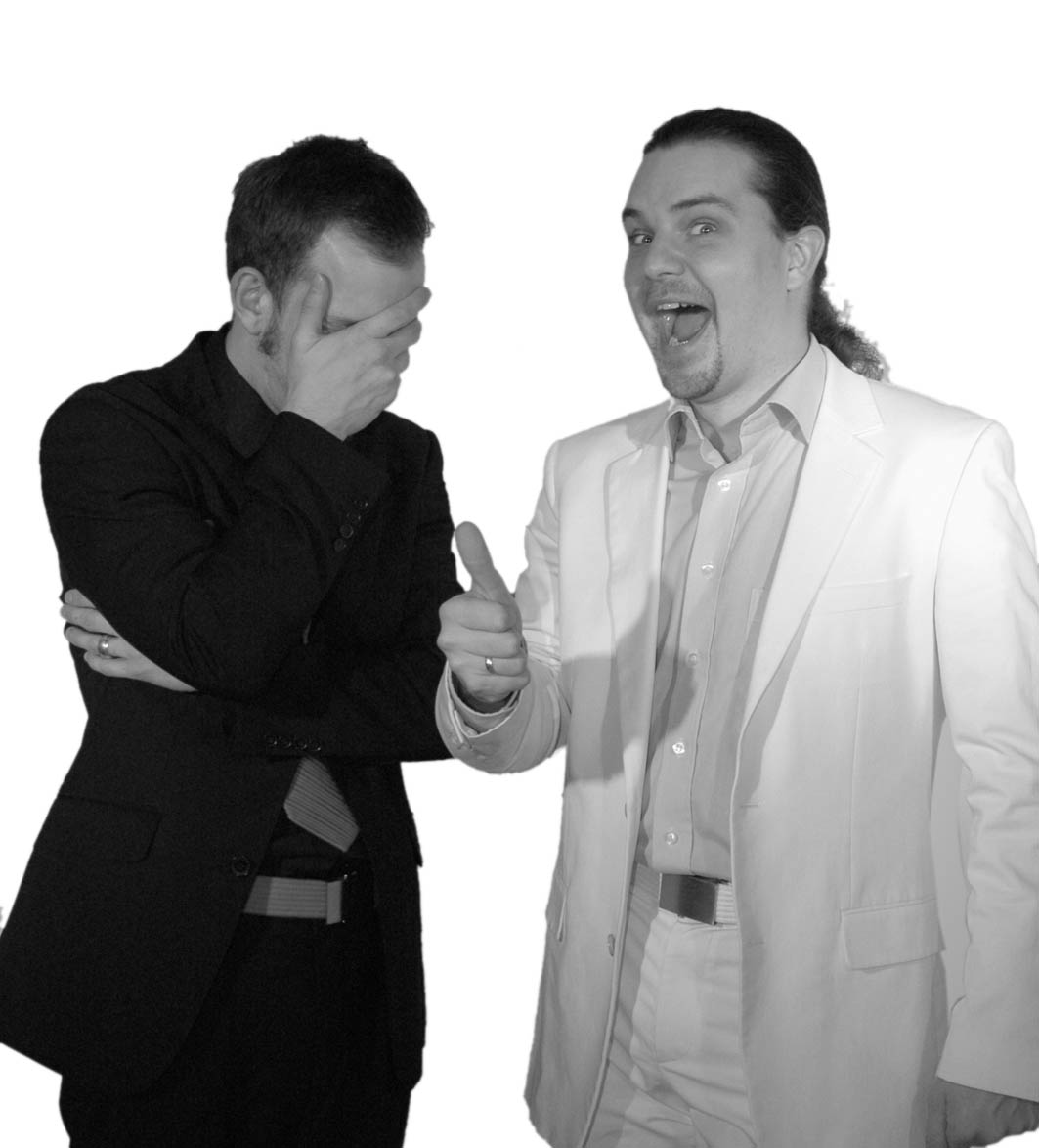
Die HengstmannBrüder

Die HengstmannBrüder sind ein  Kabarett-Duo. Es besteht aus den Brüdern Sebastian (* 26. Oktober 1978) und Tobias Hengstmann (* 6. August 1981) aus Magdeburg. Ihr Vater ist der Magdeburger Kabarettist Frank Hengstmann.
Seit 2003 ist das Duo mit verschiedenen Programmen in ganz Deutschland unterwegs. Hauptsächlich gastierte das Duo in der Vergangenheit in der Magdeburger Zwickmühle,  kurzzeitig (2008) in der Spielstätte des Kabarett Denkzettel im Hundertwasserhaus Magdeburg.
Seit November 2008 betreiben beide Brüder gemeinsam mit ihrem Vater am Breiten Weg in Magdeburg eine eigene Kabarett-Spielstätte: … nach Hengstmanns.

## Stil
Die Programme der Brüder basieren neben den üblichen Standbeinen der politischen Satire oft auf der verwandtschaftlichen Beziehung der beiden zueinander. So wird die Situation „großer Bruder erklärt kleinem Bruder“ oft als Aufhänger benutzt.
Beide Brüder spielen Instrumente und waren in Bands aktiv. Dies kommt den Programmen zugute, da neben politisch-satirischen Szenen auch entsprechende Lieder vorgetragen werden.

## Programme (Auszug)
- 2003/2004 „Bruder schafft“
- 2004/2005 „Immer wieder Brüderlieder“
- 2005/2006 „Die Stunde der Starrheit“
- 2006 „Wenn die Väter mit den Söhnen …“ (Mit Frank Hengstmann, Thomas Müller und Johannes Müller)
- 2006/2007 „MACHT macht nichts“
- 2007 „Wenn die Väter mit den Söhnen …“ Teil 2 (Mit Frank Hengstmann, Thomas Müller und Johannes Müller)
- 2007/2008 „Geht nicht, gibt’s“
- 2008/2009 „Wirklich Brüder … – Das Beste aus fünf Jahren Hengstmann-Brüder“
- 2008/2009 „Vater Unser!“ (Gemeinsam mit Frank Hengstmann)
- 2009/2010 „gegen()SÄTZE“
- 2009/2010 „Die Eiligen drei Wenige“ (Gemeinsam mit Frank Hengstmann)
- 2010 „Die Magdeburger Zauberflöte“ (Gemeinsam mit Frank Hengstmann & Gästen)
- 2010/2011 „Einfall für zwei“[1]
- 2011 „Schuld und Söhne“ (Gemeinsam mit Frank Hengstmann)[2]
- 2012/13 „Kapitalation“
- 2013/14 „D-Kadenz“
- 2014/15 „Mit anderen Worten“
- 2015/16 „Nebenbei“
- 2016/17 „Darum geht's nicht“
- 2017/18 „Wäre es nicht schön...?“
- 2018/19 „Wir können über alles reden“
- 2019/20/21 „Tacheles!“
- 2021/22 „Positiv“

## Preise
- 2004: Förderpreis des Jugendkulturpreises Sachsen-Anhalt
- 2005: Cabinet-Preis
- 2008: Reinheimer Satirelöwe[3]
- 2022  Kleinkunstpreis der Stadt Aschersleben[4]
- 2022: Tuttlinger Krähe (1. Preis)